# Jong Ajax
Jong Ajax is het tweede elftal van Ajax, met voornamelijk spelers die nog niet in aanmerking komen voor een vaste plaats in de selectie van het eerste elftal. Het team komt sinds 2013 uit in de Nederlandse Eerste divisie. Eerder speelde het in de beloftencompetitie.

## Geschiedenis
Jong Ajax heeft geregeld de beloftencompetitie gewonnen, waardoor het zich verschillende keren plaatste voor de KNVB beker. Hierin reikte het drie keer tot de kwartfinale en één keer tot de halve finale. Dat laatste resultaat werd onder trainer Jan Olde Riekerink geboekt in het seizoen 2001/02. In de halve finale werd het uiteindelijk na strafschoppen verslagen door FC Utrecht. Utrecht voorkwam op deze manier een finale van Ajax tegen Jong Ajax. Het bereiken van de halve finale van het bekertoernooi is sinds de invoering van het betaald voetbal niet eerder voorgekomen.
Sinds het seizoen 2013/14 speelt Jong Ajax in de Eerste divisie. Volgens de toenmalige regels van de KNVB diende het elftal te bestaan uit spelers tot 23 jaar aangevuld met maximaal drie veldspelers en één keeper ouder dan 23 jaar. Onder druk van de eerste divisieclubs staat de KNVB sinds 2018/19 geen oudere spelers dan 23 jaar meer toe bij beloftenteams, uitgezonderd keepers. Locatie van de thuiswedstrijden is voornamelijk Sportpark De Toekomst. Incidenteel, bijvoorbeeld met risicowedstrijden, wordt uitgeweken naar de Johan Cruijff Arena. Jong Ajax eindigde in zijn eerste seizoen in de Eerste divisie op een veertiende plaats. In het seizoen 2017/2018 werd Jong Ajax op de slotdag kampioen van de Eerste divisie door met 2-1 te winnen van MVV Maastricht. Omdat tweede elftallen in de Eerste divisie niet mogen promoveren, ging nummer twee Fortuna Sittard naar de Eredivisie. Jong Ajax was het eerste beloftenteam dat kampioen werd van de Eerste divisie.

### Regels beloftenteams
De KNVB heeft met ingang van het seizoen 2019/20 de volgende voorwaarden gesteld aan de deelname van beloftenteams in de Eerste Divisie:
- Beloftenteams bestaan uit alleen spelers die in het betreffende seizoen 23 jaar of jonger zijn.
- Voor doelmannen wordt een uitzondering gemaakt. Zij mogen 25 jaar of jonger zijn. Wanneer twee beloftenteams tegen elkaar spelen geldt er voor doelmannen geen leeftijdsgrens.
- Spelers mogen niet meedoen aan een wedstrijd van een beloftenelftal als hij in hetzelfde speelweekend in de basis is gestart bij het eerste elftal, of minimaal 45 minuten heeft meegedaan in een wedstrijd van het eerste.
- Er wordt geen dispensatie verleend.

## Erelijst
| Competitie                  | Winnaar | Winnaar                      |
| Competitie                  | Aantal  | Jaren                        |
| --------------------------- | ------- | ---------------------------- |
| Eerste divisie              | 1×      | 2018                         |
| Beloften landskampioenschap | 5×      | 1974, 2002, 2004, 2005, 2009 |
| Reservekampioenschap        | 5×      | 1984, 1994, 1996, 1998, 2001 |
| Districtsbeker West I       | 3×      | 1984, 1987, 1993             |
| KNVB beker voor amateurs    | 1×      | 1984                         |
| Beloften KNVB beker         | 3×      | 2003, 2004, 2012             |

## Selectie en technische staf

### Selectie 2025/26
De selectie van Jong Ajax, dus exclusief spelers van het eerste elftal of jeugdelftallen die in dit seizoen uitkomen voor Jong Ajax.
| Nat.                  | Naam                 | Contract     | Vorige club    | Bij Ajax sinds |
| Keepers               | Keepers              | Keepers      | Keepers        | Keepers        |
| --------------------- | -------------------- | ------------ | -------------- | -------------- |
| Vlag van Nederland    | Paul Reverson        | 30 juni 2027 | Jeugdopleiding | 2021           |
| Vlag van Engeland     | Charlie Setford      | 30 juni 2027 | Jeugdopleiding | 2020           |
| Verdedigers           |                      |              |                |                |
| Vlag van Nederland    | Avery Appiah         | 30 juni 2028 | Jeugdopleiding | 2020           |
| Vlag van Nederland    | Aaron Bouwman        | 30 juni 2027 | Jeugdopleiding | 2018           |
| Vlag van België       | Ethan Butera         | 30 juni 2026 | RSC Anderlecht | 2023           |
| Vlag van Nederland    | Dies Janse           | 30 juni 2028 | Jeugdopleiding | 2020           |
| Vlag van Nederland    | Lucas Jetten         | 30 juni 2026 | Jeugdopleiding | 2015           |
| Vlag van Nederland    | Mylo van der Lans    | 30 juni 2030 | Jeugdopleiding | 2019           |
| Vlag van Frankrijk    | Marvyn Muzungu       | 30 juni 2028 | AJ Auxerre     | 2025           |
| Vlag van Nederland    | Ryan van de Pavert   | 30 juni 2029 | Jeugdopleiding | 2017           |
| Vlag van Nederland    | Nick Verschuren      | 30 juni 2028 | Jeugdopleiding | 2014           |
| Middenvelders         |                      |              |                |                |
| Vlag van België       | Rayane Bounida       | 30 juni 2028 | RSC Anderlecht | 2017           |
| Vlag van Nederland    | Nassef Chourak       | 30 juni 2026 | Jeugdopleiding | 2018           |
| Vlag van Nederland    | Jinairo Johnson      | 30 juni 2027 | Jeugdopleiding | 2015           |
| Vlag van Italië       | Luca Messori         | 30 juni 2027 | Jeugdopleiding | 2014           |
| Vlag van Marokko      | Abdellah Ouazane     | 30 juni 2027 | Jeugdopleiding | 2016           |
| Vlag van Nederland    | Don O'Niel           | 30 juni 2027 | Jeugdopleiding | 2012           |
| Vlag van Nederland    | Tijn Peters          | 30 juni 2027 | Jeugdopleiding | 2020           |
| Vlag van Nederland    | Sean Steur           | 30 juni 2028 | Jeugdopleiding | 2016           |
| Vlag van Nederland    | Mark Verkuijl        | 30 juni 2028 | Jeugdopleiding | 2014           |
| Vlag van Nederland    | Damián van der Vaart | 30 juni 2029 | Jeugdopleiding | 2023           |
| Aanvallers            |                      |              |                |                |
| Vlag van Sierra Leone | David Kalokoh        | 30 juni 2027 | Jeugdopleiding | 2018           |
| Vlag van Nederland    | Kayden Wolff         | 30 juni 2028 | Jeugdopleiding | 2021           |
| Vlag van Polen        | Jan Faberski         | 30 juni 2028 | Jeugdopleiding | 2022           |
| Vlag van Nederland    | Don-Angelo Konadu    | 30 juni 2028 | Jeugdopleiding | 2014           |
| Vlag van Marokko      | Zakaria Ouazane      | 30 juni 2027 | Jeugdopleiding | 2016           |
| Vlag van Nederland    | Emre Ünüvar          | 30 juni 2027 | Jeugdopleiding | 2015           |
| Vlag van Nederland    | Skye Vink            | 30 juni 2028 | Jeugdopleiding | 2017           |

### Verhuurd
| Nat. | Naam | Club | Verhuurd tot | Contract bij Ajax |
| ---- | ---- | ---- | ------------ | ----------------- |

### Technische staf
| Naam              | Functie           |
| ----------------- | ----------------- |
| Willem Weijs      | Hoofdtrainer      |
| Kiki Musampa      | Assistent-trainer |
| Yuri Rose         | Assistent-trainer |
| Stefan Postma     | Keeperstrainer    |
| Herman Pinkster   | Teammanager       |
| Dave Louiszoon    | Fysiotherapeut    |
| Frank van Deursen | Fysiotherapeut    |
| Maikel van Wijk   | Teamarts          |

## Overzichtslijsten

### Eindklasseringen
- 2014 14e
Eerste divisie
- 2015 12e
Eerste divisie
- 2016 9e
Eerste divisie
- 2017 2e
Eerste divisie
- 2018 1e
Eerste divisie
- 2019 11e
Eerste divisie
- 2020 4e
Eerste divisie
- 2021 16e
Eerste divisie
- 2022 7e
Eerste divisie
- 2023 13e
Eerste divisie
- 2024 15e
Eerste divisie

In elke staaf van de grafiek staat van boven naar beneden vermeld: 
- Eindnotering

Dit is de positie die de club heeft bereikt in de competitie, zonder eventuele beslissings-, play-off- of nacompetitiewedstrijden die nodig zijn geweest om bijvoorbeeld de kampioen van de competitie te bepalen.
Indien een * achter het getal staat is de notering een tussenstand en kan het zijn dat de notering niet overeenkomt met de uiteindelijke eindstand van de competitie.
Staat er een - dan is het seizoen nog bezig en is er geen definitieve uitslag bekend.
Staat er xx op de positie van de notering, dan heeft de club vroegtijdig de competitie verlaten. Dit kan onder andere komen door terugtrekking van het team, faillissement van de club of door een uitgedeelde straf van de KNVB. In veel gevallen staat elders in het artikel de reden vermeld.
Staat er een ? dan is het resultaat uit het verleden onbekend, en is alleen de competitie of het niveau bekend van dat seizoen.
In de seizoenen 2019/20 en 2020/21 werd wegens de coronacrisis het amateurvoetbal afgebroken. Daardoor kennen deze staven geen eindklassering (middels -- weergegeven).
- Competitieniveau en afdelingsletter of Officiële eindstand Eredivisie
  - Competitieniveau en afdelingsletter

Hierbij geeft het getal het niveau weer, dat ook terug te vinden is in de legenda. De letter is de afdelingsaanduiding en wordt gebruikt wanneer er meer afdelingen zijn op hetzelfde niveau. De afdelingsletter is altijd een hoofdletter en wordt meestal zonder nummer gebruikt.
Voorbeeld: 2F is niveau 2e klasse competitie F.
Het competitieniveau en nummer wordt niet vermeld wanneer er slechts één competitie van dit niveau was.
  - Officiële eindstand Eredivisie (getal staat tussen haakjes vermeld)

Sinds de introductie van play-offwedstrijden voor Europees voetbal na afloop van de reguliere competitie in 2005/06, is de KNVB verplicht een eindstand van de Eredivisie door te geven aan de UEFA aan de hand van deze play-offwedstrijden.
Bij deze eindstand staan clubs die zich hebben gekwalificeerd voor Europees voetbal hoger dan clubs die zich niet wisten te kwalificeren. Indien er geen verschil was tussen de eindnotering en de officiële eindstand, staat dit getal niet vermeld.

- Onderafdeling

Hier staat afgekort de naam van de onderafdeling indien de club in dat jaar in een onderafdeling uitkwam. Tevens staat deze afkorting in de legenda en wordt gelinkt naar het artikel over deze onderafdeling. Deze afkorting wordt alleen vermeld wanneer de club in het verleden in verschillende onderafdelingen heeft gespeeld. Deze vermelding is in de staaf altijd in kleine letters. Deze onderafdelingen zijn na het seizoen 1995/96 afgeschaft. Heeft de club in slechts één onderafdeling gespeeld, dan is dit alleen terug te vinden in de legenda.
Onder de staaf staat het jaartal vermeld waarin het seizoen is afgesloten. 15 verwijst naar het seizoen 2014/15 of eventueel het seizoen 1914/15.
Wanneer een staaf leeg is, zijn deze gegevens niet bekend. Het kan ook zijn dat de club dat seizoen niet heeft meegespeeld op het hogere amateurniveau, vroegtijdig de competitie heeft verlaten of uit de competitie is gezet.

In het seizoen 1944/45 was er wegens de Tweede Wereldoorlog geen regulier competitievoetbal.
- Eerste divisie

### Seizoensoverzichten
| 2013/14 | Eerste divisie | 38 | 15 | 5  | 18 | 57 | 72 | 50 | 14e | Jong Ajax treedt toe tot het betaald voetbal                                                          |
| 2014/15 | Eerste divisie | 38 | 12 | 11 | 15 | 64 | 67 | 47 | 12e | – |
| 2015/16 | Eerste divisie | 36 | 13 | 11 | 12 | 59 | 57 | 50 | 9e  | – |
| 2016/17 | Eerste divisie | 38 | 23 | 7  | 8  | 93 | 54 | 76 | 2e  | – |
| 2017/18 | Eerste divisie | 38 | 25 | 4  | 9  | 89 | 54 | 79 | 1e  | Jong Ajax werd als eerste tweede elftal kampioen in de Eerste divisie                                 |
| 2018/19 | Eerste divisie | 38 | 16 | 8  | 14 | 81 | 67 | 56 | 11e | – |
| 2019/20 | Eerste divisie | 29 | 16 | 6  | 7  | 72 | 47 | 54 | 4e  | Door de coronacrisis is competitie niet afgemaakt. De tussenstand na 29 speelrondes werd de eindstand |
| 2020/21 | Eerste divisie | 38 | 10 | 10 | 18 | 55 | 71 | 40 | 16e | – |
| 2021/22 | Eerste divisie | 38 | 18 | 9  | 11 | 82 | 63 | 63 | 7e  | – |
| 2022/23 | Eerste divisie |    |    |    |    |    |    |    | e   | – |

### Topscorers
- 2013/14:  Dejan Meleg (12)
- 2014/15:  Richairo Živković (18)
- 2015/16:  Sam Hendriks (14)
- 2016/17:  Václav Černý (15)
- 2017/18:  Mateo Cassierra (18)
- 2018/19:  Danilo Pereira da Silva (19)
- 2019/20:  Lassina Traoré (13)
- 2020/21:  Brian Brobbey (9)
- 2021/22:  Naci Ünüvar (16)
- 2022/23:  Kristian Hlynsson (11)

### Trainers
- 2013–2014:  Alfons Groenendijk
- 2014–2016:  Andries Ulderink
- 2016–2017:  Marcel Keizer
- 2017–2019:  Michael Reiziger
- 2019–2021:  Mitchell van der Gaag
- 2021–2023:  John Heitinga
- 2023:  Michel Kreek (a.i.)
- 2023–heden:  Dave Vos

## Voetnoten
ADO Den Haag ·
Almere City FC ·
FC Den Bosch ·
SC Cambuur ·
FC Dordrecht ·
FC Eindhoven ·
FC Emmen ·
De Graafschap ·
Helmond Sport ·
Jong Ajax ·
Jong AZ ·
Jong PSV ·
Jong FC Utrecht ·
MVV Maastricht ·
RKC Waalwijk ·
Roda JC Kerkrade ·
TOP Oss ·
Vitesse ·
VVV-Venlo ·
Willem II
Abildgaard ·
Alders  ·
Appiah ·
Bounida ·
Bouwman ·
Butera ·
Chourak ·
Faberski ·
Fränkel ·
Jetten ·
Johnson ·
Kalokoh ·
Konadu ·
Messori ·
Muzungu ·
O'Niel ·
A. Ouazane ·
Z. Ouazane ·
Van de Pavert ·
Reverson ·
Setford ·
Steur ·
Ünüvar ·
Van der Vaart ·
Verkuijl ·
Vink ·
Wolff ·
Coach: Weijs
· Assistent-coach: Musampa
· Assistent-coach: Rose
· Keeperstrainer: Postma
2013/14 · 2014/15 · 2015/16 · 2016/17· 2017—2025 · 2025/26